# Flosta
Flosta är en herrgård och tidigare säteri i Altuna socken, Enköpings kommun.
Flosta omtalas första gången 1356 ('Flatzsta'), då Magnus Nilsson (Rävelsta-ätten) gav en gård och en kvarn i Flosta till sin syster och hennes man Holmger Karlsson (Ulv), som han tidigare fått i morgongåva av sin hustru. 1538-1569 var Flosta en by omfattande tre frälsegårdar, tillhöriga Måns Svensson Somme och Knut Haraldsson (Soop).
Köptes under den senare delen av 1600-talet av Friherre Polycarpus Cronhielm och gick i arv till dennes son Greve Gustaf Cronhielm af Flosta och blev stamgods för den grevliga ätten Cronhielm af Flosta. 
Flosta källa är en källa på godsets ägor, känd för sitt stora vattenflöde.